# 木兰围场

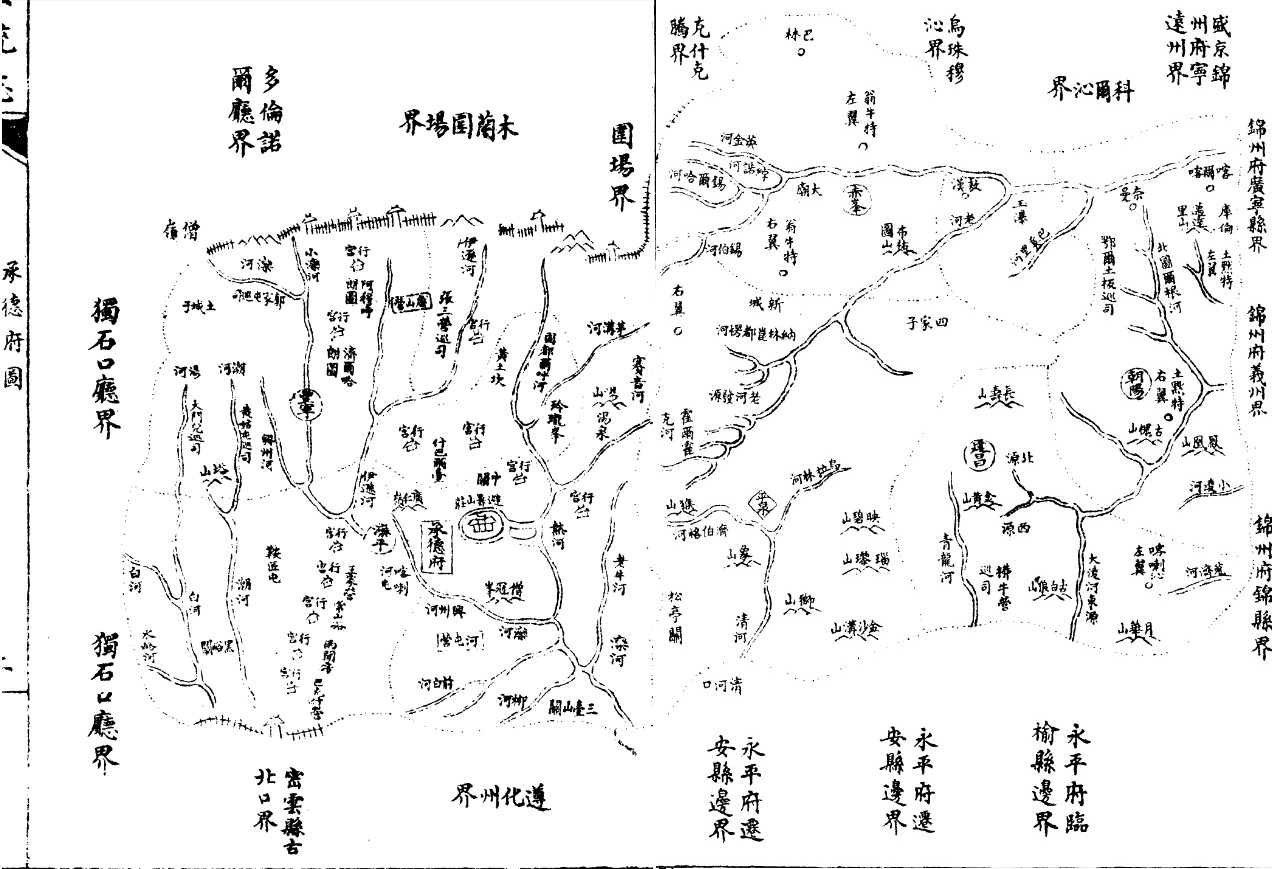
1842年完书的《大清一统志·卷四十二·承德府一》中承德府地图，木兰围场位于左上方。

木兰围场（穆麟德轉寫：muran i aba:789）是清朝皇家猎场，自康熙年间起，为清廷举办木兰秋狝大典之地。原称兴安:91，位于承德府北部，在今河北省承德市和内蒙古自治区交界处，以今围场满族蒙古族自治县为主体。

## 命名
“木兰”即满语“哨鹿”:3。另说，“木兰”是满语“辉罕”的諧音，译成汉语是“哨鹿”的意思。“哨鹿”本是满族人的一种狩猎习俗。猎人用笛哨模仿雄鹿求偶时“呦呦”叫声，用以狩獵:32。“哨鹿”本身是一种有明确程序的狩猎方式，与行围明显不同。昭槤《嘯亭雜錄》所记，“寻见鹿群，命一侍卫举假鹿头作呦呦声，引牝鹿至，急发箭殪毙，取其血饮之，不惟延年益壮，亦以习劳也”:45。“围场”，意译为设围狩獵之地:3。
乾隆以前的汉文史籍中，仅有“哨鹿”、“木兰”。康熙年间文献所称木兰围场，更准确的翻译应是“哨鹿之地”:49。广义上的木兰围场（哨鹿围场）包括京北长城以外诸多围场。以今围场满族蒙古族自治县为主体的木兰围场则是在乾隆年间形成、固定:50—51。

## 历史

### 始置
清朝康熙年间，河北省承德市围场满族蒙古族自治县及附近地区为漠南蒙古牧地。今围场满族蒙古族自治县朝阳湾镇的大光顶子山时称兴安大岭，故地称兴安:91。
康熙十六年（1677年），康熙帝出喜峰口，第一次出塞北巡。康熙二十年（1681年）四月，康熙帝出喜峰口，康熙帝第二次出塞北巡。喀喇沁部、翁牛特部、敖汉部、土默特部、奈曼部的王公陆续朝见康熙帝。四月二十二日，在达希尔喀布齐尔口（今承德市平泉市大吉口:89—90）北原野，御行宫黄幄，设大宴颁赏喀喇沁部郡王札锡等1884人。《康熙起居注》记载“因前往相度地势，酌设围场，具有勤劳，故加赏之”。1980年出版的《承德避暑山庄》一书:88，以及阎崇年等学者一般据此认定“康熙二十年四月二十二日，是康熙帝设置木兰围场的日子”:6。
对“康熙二十年始设木兰围场”持反对意见的学者认为，《康熙起居注》“酌设围场”中的围场并非木兰围场:90，只是“蒙古王公对皇帝狩猎场地的酌定”，与木兰围场无关:42。有研究者指出，《承德避暑山庄》一书最先提出的“康熙二十年之说”，实是在今平泉市境内、康熙帝驻跸地方的两处地名与木兰围场地名雷同引起的。当时，康熙帝及随行人员在今平泉市，以“驰二、三十里，或三、四十里”的速度狩猎、巡视，没有“日行几百里”，进入木兰围场境内的可能:90。
康熙二十二年（1683年）夏，康熙帝与祖母昭圣太皇太后出京避暑，即康熙帝第三次出塞北巡，第一次驻跸兴安:90—91。
乾隆年间，伴随边界划定、管理加强、秋狝典制化，木兰围场成为一个范围缩小、地界明确的地名:42。

### 晚清及民国开围
同治元年（1862年）至同治六年（1867年），热河都统瑞麟奏请开围。共放垦开荒4387頃，包含木兰围场72围中的31个正围，史称“第一次开荒放垦”:2。
光绪二年（1876年），以木兰围场置围场厅。光绪二十八年（1902年），围场垦务局用3个月时间，将5川2690余頃围荒丈放完毕。全境仅余35个完整围座，加上围座外边荒地，约有耕地七千頃。第二次开荒放垦，史称“开新围”:2。
光绪三十一年（1905年），清廷批准练兵所请开围场的奏折，剩余各围座也尽数放垦。当年，袁世凯上奏称“自光绪三十一年至三十三年，共伐存木材十余万件。”此时，木兰围场“木植陆续伐运，貉、狐、麋、鹿无可藏身，有周历数围，不获一见者”:2。
民国元年（1912年）至民國五年（1916年），共开荒放垦六千余顷，史称“第三次放垦”:2。

### 中华人民共和国时期
中华人民共和国建立的1949年，木兰围场天然林为72万畝，森林覆盖率为5%:2。

## 地理

郎世宁绘制的《哨鹿图》描绘乾隆六年（1741年），乾隆帝首次木兰秋狝的场景。当代研究者认为，背景为木兰围场的接坝地带各围，在今半截塔镇至石桌子乡沿线附近。

木兰围场东西长125公里，南北宽122公里，总面积一万多平方公里。除今河北省承德市围场满族蒙古族自治县全境外，包括邻接的隆化县、丰宁满族自治县和内蒙古自治区锡林郭勒盟多伦县、赤峰市克什克腾旗部分。
在木兰围场原址，今有塞罕坝国家森林公园（河北省塞罕坝机械林场）、红松洼自然景观保护区、御道口草原森林风景区（御道口牧场管理区）:1。此外，围场满族蒙古族自治县县境内还有河北木兰围场国家森林公园、滦河上游国家级自然保护区（曾名木兰围场自然保护区），以及敖包山、南大天两个省级森林公园:5。

### 地貌

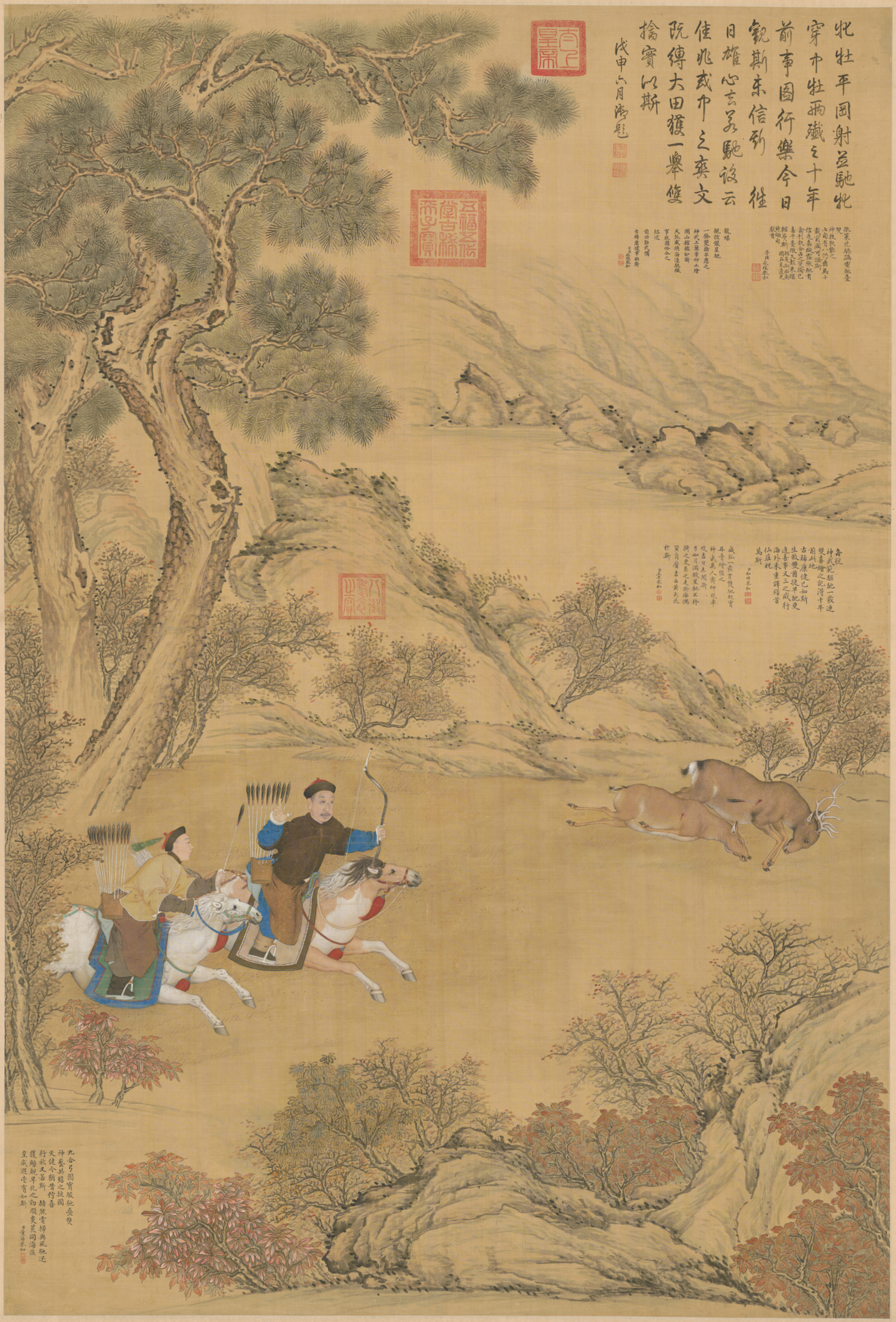
艾启蒙绘制的《乾隆一箭双鹿图》描绘了乾隆帝晚年时进行木兰秋狝的场景。当代研究者认为，背景为木兰围场的接坝地带各围，在今半截塔镇至石桌子乡沿线附近。

木兰围场位于内蒙古高原和冀北山地的过渡地带，分为坝下、接坝、坝上三个地形区域:1。接坝地带各围在今围场满族蒙古族自治县半截塔镇至石桌子乡沿线附近。此外，沿线地区的三个乡是道坝子乡、牌楼乡、大头山乡，以及河北省木兰围场国有林场下属两个林场——北沟林场、孟滦林场:10。
平均海拔约1500米。为中温带向寒温带过渡，半干旱向半湿润过渡，大陆性、季风性、高原-山地气候。夏季不明显，今围场满族蒙古族自治县无高于22°C的候温:1。

### 诸围场
木兰围场又细分为诸多小围场（或称围场、小围:18、围座:19:2）。小围场之间并没有明显的界限，每一围大多以当地的自然特征命名:19，多以蒙古语命名。永安莽喀围场、永安湃围场是仅有的两个以满语命名的小围场:7。
小围场的数量，有说法最初为67处，后增加5处，即俗称72围。北京图书馆保存的清朝官方满文版木兰围场地地图中，以满文标注了72处小围场。同时，该地图上没有标注嘉庆年间兴建的东庙宫（兴安大岭神祠）、西庙宫。当代研究者孙果清据此推测地图绘制于嘉庆十六年（1811年）前:18—19。
道光《承德府志·卷首二十六》载，“凡围场六十有七”。光绪《大清一统志》载六十七处。孙果清认为，道光年间开始，一些小围场因“日久也就荒废消失了”。所以道光之后文献记载围场数量减少。1978年、1979年，河北省文物管理处等单位进行实地考查，证实清初围场有72处:18。有研究者指出，可以确定名称的小围场有80处:19。

## 备注
1. ↑  牝鹿即成年雌鹿。
2. ↑  “达希尔喀布齐尔口”为蒙古语地名，“喀布齐尔”意为山口、山崖[2]:89。
3. ↑  康熙帝驻跸地方中，有名为“席尔哈河”、“拜查”者。木兰围场内有“锡尔哈河”，木兰围场北、克什克腾旗有“拜察”。“席尔哈河”是今平泉市西河，在平泉市中部。“拜查”是蒙古语，意为“神仙”，今为何山无考。当代研究者认为一定在今平泉市北部[2]:89。